# Toc toc toc (série télévisée)
 (novembre 2023).
Pour les articles homonymes, voir Toc Toc Toc.
Toc toc toc est une série télévisée jeunesse québécoise de 525 épisodes de 23 minutes créée par Paule Marier, Maryse Joncas, Carmen Bourassa et Lucie Veillet. Elle est diffusée entre le 10 septembre 2007 et le 31 décembre 2014 à la Télévision de Radio-Canada en matinée et Télé-Québec en début de soirée.

## Synopsis
À Toc toc toc, un petit village niché dans une vallée, Alia, Youï, Kao et Zalaé font souvent la rencontre de « portes mystère ». Ces dernières, qui peuvent apparaître et se volatiliser subitement, permettent à ceux qui s'y aventurent de voyager aux quatre coins du monde et de réaliser de nombreuses découvertes. Ces aventures permettent aux protagonistes de développer leur imagination et servent d'inspiration pour de nouveaux jeux ou de nouvelles histoires à partager avec les adultes du village, Azim, Babiouche et Musette, ainsi qu'avec le mystérieux Rabou. Ils doivent toutefois composer avec le chef de gare du village, M. Craquepoutte, qui se distingue par son caractère rigide.

## Distribution
- Marie-Christine Lê-Huu : Alia
- Frédéric Bélanger : Youï
- Marc St-Martin : Kao
- Audrey Rancourt-Lessard : Zalaé
- Claude Despins : Azim
- Caroline Lavigne : Musette
- Nancy Gauthier : Babiouche
- Paul Savoie : Rabou
- Denis Houle : M. Craquepoutte

## Fiche technique
- Conceptrices : Paule Marier, Maryse Joncas, Carmen Bourassa, Lucie Veillet
- Auteurs : Paule Marier, Christine Séguin, André Poulin, Andrée Lambert, Marie-Luce Maupetit, Marie-Christine Lê-Huu, Catherine Léger, Mylène Lauzon, Martine DeBlois, François Boulay, Dominick Parenteau-Lebeuf, Nicole Lavigne, Sophie Legault, Félicia Cavalieri, Annie Langlois, Pascal Brullemans, Manuel Gagnebin, Julie Roy, Pascal Chevarie, Frédéric Bélanger, Sylvestre Rios Falcon, Marie-Ève Racine-Legendre, Nathalie Champagne, Marie-Ève Belleau-Bérubé, Marie-Philippe Châtillon, Yannick Éthier
- Script-éditeurs : Maryse Joncas, Richard Riel, Élaine Gauvin, Anne-Denise Carette, Martin Doyon, Andrée Lambert, Nathalie Bourdelais, Catherine Veaux-Logeat
- Concepteur visuel : Marc Ricard
- Musique originale : Sébastien Watty Langlois
- Costumes : Hélène Schneider et Sarah Balleux
- Illustrateur : Steve Beshwaty
- Recherchistes : Dominique Guertin et Sophie Legault
- Réalisateurs : François Côté, Chantal Gagnon, Hélène Girard, Alain Jacques, Danièle Méthot, Pierre Théorêt, Johane Loranger
- Productrice déléguée : Martine Quinty
- Productrices : Carmen Bourassa et Lucie Veillet
- Producteur exécutif : Claude Veillet
- Société de production : Téléfiction

## Épisodes

### Première saison (2007)
La première saison est diffusée du 10 septembre au 7 décembre 2007 sur la chaîne Radio-Canada et du 24 septembre au 21 décembre 2007 sur la chaîne Télé-Québec. Elle compte 65 épisodes.

### Deuxième saison (2008)
La deuxième saison est diffusée du 8 septembre au 5 décembre 2008 sur Radio-Canada et du 22 septembre au 19 décembre 2008 sur Télé-Québec. Elle est composée de 65 épisodes.

### Troisième saison (2009)
La troisième saison est diffusée sur la chaîne Radio-Canada du 7 septembre au 4 décembre 2009. Composée de 65 épisodes, elle est également diffusée sur la chaîne Télé-Québec.

### Quatrième saison (2010)
La quatrième saison est diffusée du 6 septembre au 3 décembre 2010 sur la chaîne Radio-Canada. Elle est également diffusée sur la chaîne Télé-Québec. Cette saison est composée de 65 épisodes.

### Cinquième saison (2011)
La cinquième saison est diffusée de septembre à décembre 2011 sur les chaînes Radio-Canada et Télé-Québec. À l'instar des saisons précédentes, elle est composée de 65 épisodes.

### Sixième saison (2012)
La sixième saison est diffusée de septembre à décembre 2012. Diffusée sur les chaînes Radio-Canada et Télé-Québec, elle est également composée de 65 épisodes.

### Septième saison (2013)
La septième saison est diffusée de septembre à décembre 2013 sur les chaînes Radio-Canada et Télé-Québec. Elle compte aussi 65 épisodes.

### Huitième saison (2014)
La huitième saison est diffusée du 8 septembre au 10 décembre 2014 sur Radio-Canada. Elle est également diffusée sur la chaîne Télé-Québec et compte 65 épisodes. En juillet 2014, il est annoncé qu'il s'agit de la dernière saison de la série.

### Hors saison
Cinq épisodes spéciaux sont également diffusés en parallèle à la dernière saison :
- Halloween au village, diffusé le 23 octobre 2014 ;
- La nuit enchantée, diffusé le 30 octobre 2014 ;
- L'Halloween de Monsieur Craquepoutte, diffusé le 31 octobre 2014 ;
- La nuit de Noël, diffusé le 24 décembre 2014 ;
- C'est l'bon temps du jour de l'an, diffusé le 31 décembre 2014[6].

## Jeu vidéo
À l'occasion de la diffusion de la première saison de la série sort un jeu par navigateur sur son site officiel. En 2011, il reçoit une nomination pour le prix Gémeaux du meilleur site web pour une émission ou une série jeunesse.

## Postérité
Une websérie dérivée, intitulée Monsieur Craquepoutte est lancée en 2016 par Radio-Canada. Elle est composée de quatre saisons, pour un total de 75 épisodes d'environ une minute trente. Diffusée du 12 décembre 2016 au 13 février 2019 sur la plateforme de vidéo à la demande ICI TOU.TV, la série met en vedette Denis Houle, qui y reprend son rôle de M. Craquepoutte. Elle a pour intrigue les aventures et mésaventures du chef de gare, sous forme de monologues ou de chansons, qu'il partage parfois avec des enfants et leurs parents,.